# كونراد هارينجتون
كونراد هارينجتون هو محامي كندي، ولد في 1912، وتوفي في 12 مايو 2000.